# Scrapter chloris
Scrapter chloris är en biart som beskrevs av Constance Margaret Eardley 1996. Scrapter chloris ingår i släktet Scrapter och familjen korttungebin. Inga underarter finns listade i Catalogue of Life.